# Matias (Pai de Flávio Josefo)
Matthias ( em grego:  Ματθίας  ; 6–70) foi um sacerdote judeu do século I dC no Templo de Jerusalém e pai do historiador Josefo.

## Família
Matias veio de uma família rica e, por meio de seu pai, descendeu da ordem sacerdotal de Jeoiaribe, que era a primeira das vinte e quatro ordens de sacerdotes no templo em Jerusalém .  Ele era filho de Josefo e sua esposa, uma nobre judia sem nome. Os pais de Matthias eram parentes distantes. A mãe de Matthias era descendente do bisavô paterno de Josephus, Simon Psellus . Seus avós paternos eram Matthias Curtus e sua esposa judia sem nome.  Através de seu avô paterno, ele era o descendente do sumo sacerdote Jonathon. Jonathon pode ter sido Alexander Jannaeus, o Sumo Sacerdote e governante hasmoniano que governou a Judéia de 103 aC a 76 aC. 
Matthias casou-se com uma nobre judia sem nome, descendente da realeza e da antiga dinastia Hasmonean .  Matias com sua esposa teve dois filhos:
- Matias [4]
- Josefo, [3] o historiador judeu romano

## Vida
Ele era contemporâneo da dinastia herodiana que governava a Judéia e dos territórios vizinhos. Matias seguiu seus ancestrais paternos e serviu como sacerdote no templo em Jerusalém. Ele era um padre aristocrático. Um de seus deveres era supervisionar os assuntos dos judeus em Jerusalém e na Palestina durante a ocupação romana . 
Josefo em seus escritos elogia muito seu pai e o descreve como um judeu distinto. Ele o descreve dessa maneira, não apenas por seu nascimento, mas foi elogiado por seu senso de justiça por ser um homem muito eminente em Jerusalém.  Matthias e sua família tinham conexões com os saduceus .

Matthias e sua esposa estavam vivos durante a Primeira Guerra Judaico-Romana . A guerra ocorreu de 66 a 73. No ano 70, durante o cerco romano de Jerusalém, Matias; sua esposa e a primeira esposa de Josephus estavam na cidade durante o cerco. Os três foram mantidos como prisioneiros pelos rebeldes judeus porque não confiavam neles.  Josefo, que era comandante em chefe na Galiléia, recebeu notícias de seu pai sobre a situação em Jerusalém. Josefo através de sua intervenção foi capaz de salvar seu irmão da prisão romana, mas ele não conseguiu salvar seu pai; mãe e sua primeira esposa como os três pereceram durante o cerco.     